# 赛涅维尔
赛涅维尔（法語：Saigneville，法語發音：[sɛɲvil]）是法国上法蘭西大區索姆省的一个市镇，属于阿布维尔区。

## 地理
赛涅维尔（50°8'14"N, 1°42'42"E）面积12.86 平方千米，位于法国上法蘭西大區索姆省，该省份为法国北部沿海省份，北起加来海峡省和北部省，西接滨海塞纳省和大西洋英吉利海峡，南至瓦兹省，东临埃纳省。
与赛涅维尔接壤的市镇（或旧市镇、城区）包括：布瓦蒙、卡翁、康布龙、大拉维耶、蒙斯布贝尔、滨海努瓦耶勒、大波尔、凯努瓦勒蒙唐。
赛涅维尔的时区为UTC+01:00、UTC+02:00（夏令时）。

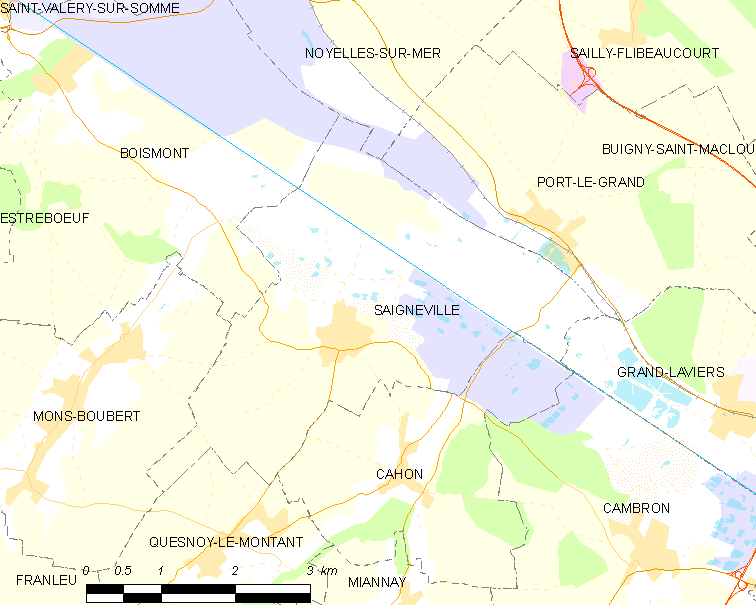
赛涅维尔的OSM定位图

## 行政
赛涅维尔的邮政编码为80230，INSEE市镇编码为80691。

## 政治
赛涅维尔所属的省级选区为阿布维尔第二县。

## 人口

1962-2008年间赛涅维尔人口变化图示

赛涅维尔于2022年1月1日时的人口数量为336人。